# Appaloosa (película)
Appaloosa es una película estadounidense de 2008, escrita, producida y dirigida por Ed Harris, y protagonizada por el propio Ed Harris, Viggo Mortensen, Renée Zellweger y Jeremy Irons en los papeles principales. 
Fue galardonada con el premio Boston Film Festival 2008 a la mejor película y al mejor guion adaptado.

## Argumento
Nuevo México, 1882. El exsoldado y agente de la ley Virgil Cole (Ed Harris) y su socio y ayudante Everett Hitch (Viggo Mortensen) han conseguido pacificar más de una ciudad sin ley. Cuando la localidad minera de Appaloosa se queda indefensa por el asesinato de su máxima autoridad, Cole y Hitch se ven obligados a trasladarse allí para atrapar a los responsables. Sin embargo, no será fácil. Además de los temibles forajidos del ranchero local Randall Bragg (Jeremy Irons), se tendrán que enfrentar a las tácticas poco convencionales de la atractiva Allison French (Renée Zellweger).

## Reparto
- Ed Harris - Virgil Cole
- Viggo Mortensen - Everett Hitch
- Renée Zellweger - Allie French
- Jeremy Irons - Randall Bragg
- Lance Henriksen - Ring Shelton
- Adam Nelson - Mackie Shelton
- Timothy Spall - Phil Olson
- Ariadna Gil - Katie
- James Gammon - Earl May
- Tom Bower - Abner Raines
- Rex Linn - Sheriff Clyde Stringer
- Corby Griesenbeck - Charlie Tewksbury

## Comentarios
Durante un viaje familiar, Ed Harris se quedó prendado de una novela del Oeste escrita por Robert B. Parker. La historia seguía a dos guardianes de la ley que hacían gala del honor y el compañerismo por encima de cualquier tipo de afrenta, aunque nunca contaron con la intromisión de una mujer. Appaloosa es la versión cinematográfica de este libro y el propio Harris se ha animado a dirigirla tras probar suerte en Pollock. El resultado es un western al estilo de los clásicos con muchos quilates en el reparto.

## Crítica
Appaloosa es un western de catalogación difícil. Dos exsoldados curtidos en mil batallas vagan por la frontera vendiendo su rifle al mejor postor, ofreciendo sus servicios como instauradores del orden en asentamientos azotados por el desorden. Desorden que se proponen extirpar de Appaloosa, un enclave tiranizado por los desmanes y abusos de un terrateniente sin escrúpulos. Ese es el paisaje familiar del primer acto, el de un western chapado a la antigua que se gusta dando cuerda a los estereotipos del género y que se levanta sobre arquetipos añejos.
Pero ese clasicismo de libro no es más que un espejismo. Sobre los arquetipos construye Ed Harris la pintoresca e inclasificable psicología de sus vaqueros, que poco a poco se apartan del guion de la nostalgia por los viejos iconos del género para llevar la película hacia los dominios de un western perfectamente contemporáneo. Appaloosa es un western de personajes y, en consecuencia, una película de actores. El jaleo pistolero, las balas que carga el diablo, los ecos épicos del relato, la propia dinámica natural de una narración, que vagamente respeta la estructura de un western convencional en lo que a la acción propiamente dicha se refiere, son el accesorio que decora el perfil excepcional de los personajes protagonistas.
A Harris le interesa la insólita psicología de sus pistoleros mucho más que sus acciones. Por ese motivo su película puede parecer tibia cuando no lo es en absoluto. Leída como una película clásica del oeste a imagen y semejanza de los mitos del género Appaloosa es una película corriente, porque el conflicto principal que la sostiene se antoja irrelevante e incluso errático. El género en este caso es una excusa para dibujar con profusión de colores y detalles el cruce de caminos de cuatro inadaptados (Ed Harris, Viggo Mortensen, Renée Zellweger y Jeremy Irons) impenitentes que rompen con todas las expectativas que su presencia suscita inicialmente en el espectador. La dama leal y legal que corteja al héroe mientras le espera paciente en el calor del hogar hasta el día en que cuelgue las pistolas se convierte aquí en una oportunista descarada, que se agarra al ascua masculina que más calienta abriéndose de piernas en cuanto la ocasión lo requiere. El héroe propiamente dicho, imperturbable e implacable, de sólidos principios y mal asiento, se convierte aquí en un justiciero cansado de ser trotamundos que busca enterrar el hacha bajo el porche de un acogedor domicilio con la violencia a años luz de su línea de visión. El villano, por su parte, que teje su indeseable imperio ganándose la confianza ingenua de los vecinos para luego tiranizarlos y pasarles por encima, es aquí un bastardo chantajista que recorre el camino inverso, en pos de la redención y la legalidad de un negocio próspero y digno.
Por eso Appaloosa es un western tan diverso y, en consecuencia, tan estimulante, porque está en las antípodas de ser lo que todos esperan que sea y porque se crece en las distancias cortas, en el diálogo, en el espacio íntimo. El Harris director, que es casi tan bueno como el Harris actor, juega sabiamente sus bazas construyendo su notable película en torno al pequeño conflicto y eludiendo los disparos tradicionales del gran relato del Oeste a cuya sombra acampa.
De ese pequeño conflicto emergen los rostros sembrados de un Viggo Mortensen memorable, cada día mejor y mejor actor y de un Ed Harris omnipresente y sentando cátedra, para no variar. El primero, curioso, se despide de la película con otro guiño al pasado, otro brindis a la mitología del género. Mortensen cabalga en el plano final en un crepúsculo desértico de los de western de toda la vida, cerrando el círculo de una película altamente estimulante que abre y cierra el telón jugando, con audacia, a ser el filme que en realidad no es ni quiere ser.